# Çıldır (district)
Çıldır is een Turks district in de provincie Ardahan en telt 11.901 inwoners (2007). Het district heeft een oppervlakte van 877,5 km². Hoofdplaats is Çıldır.
De bevolkingsontwikkeling van het district is weergegeven in onderstaande tabel.
| 1997   | 2000   | 2007   |
| ------ | ------ | ------ |
| 14.049 | 14.869 | 11.901 |